# 漾濞イ族自治県
漾濞イ族自治県（ようびイぞくじちけん）は中華人民共和国雲南省大理ペー族自治州に位置する自治県。

## 地理
漾濞は雲南省中西部。漾濞江上流に位置する。

## 歴史
1912年に漾濞県が設置され、1985年に自治県に改編された。

## 行政区画
| 区分 | 数 | 名称                     |
| ---- | -- | ------------------------ |
| 鎮   | 4  | 蒼山西 漾江 平坡 順濞    |
| 郷   | 5  | 富恒 太平 瓦廠 竜潭 鶏街 |

## 交通

### 鉄道
- 中国国家鉄路集団
  - 大瑞線

### 道路
- 高速道路
  - 杭瑞高速道路
- 国道
  - G320国道